# Dansha
Dansha est une ville du Tigré, en Éthiopie, située dans le nord-ouest du pays.

## Géographie

### Localisation
Dansha faisait partie de la province de Begemder jusqu'à ce que la Constitution éthiopienne de 1987 divise le pays en régions le 18 septembre 1987, date à laquelle Dansha est devenue une partie de la région du nord de Gonder. Lorsque les régions actuelles ont été formées en 1992 après la guerre civile éthiopienne, Dansha devient une subdivision de la région du Tigré.

### Voies de communication et transports

#### Transport
Dansha est desservie par l'aéroport de Dansha, 8 kilomètres au nord-ouest de la ville. Elle est située sur la route principale entre Gondar et Humera.

## Histoire
Le 7 juillet 1988, pendant la guerre civile éthiopienne, le 604ᵉ corps d'armée de la troisième armée révolutionnaire du gouvernement éthiopien a été pris en embuscade par le Front de libération du peuple du Tigré (TPLF) alors qu'il quittait sa base à Dansha, faisant environ 3 000 victimes gouvernementales,.
Au cours des attaques du commandement nord du 4 novembre, les forces fidèles au TPLF ont attaqué le cinquième bataillon du commandement nord de la Force de défense nationale éthiopienne à Dansha. Ce fut l'une des principales causes de la Guerre du Tigré. Les affrontements qui s'en ont suivi ont entraîné d'importantes destructions dans la ville.

## Population et société

### Démographie
L'évolution du nombre d'habitants éthiopienne est connue à travers les recensements de la population effectués dans le pays et ses régions depuis 1984.